# Rand Brooks
Rand Brooks, nome completo Arlington Rand Brooks Jr. (Saint Louis, 21 settembre 1918 – Santa Ynez, 1º settembre 2003), è stato un attore statunitense.
È conosciuto per aver interpretato il personaggio di Carlo Hamilton, fratello di Melania, nel film Via col vento (1939).

## Biografia
Dopo aver lasciato gli studi, riuscì a ottenere un provino alla MGM e recitò in un breve ruolo nella commedia L'amore trova Andy Hardy (1938). La sua fama è legata al personaggio di Carlo Hamilton, fratello di Melania (Olivia de Havilland), in Via col vento (1939). Carlo Hamilton è l'uomo che Rossella (Vivien Leigh) sposa per ripicca nei confronti di Ashley Wilkes (Leslie Howard) e che muore in guerra per una malattia.
Dopo Via col vento, Brooks ottenne altri ruoli di coprotagonista in film quali Piccoli attori (1939), nel ruolo del figlio di Margaret Hamilton, quindi apparve con regolarità nel ruolo di Lucky nella serie di pellicole western su Hopalong Cassidy (interpretato da William Boyd), popolare durante gli anni quaranta.
Nel 1948 apparve nella commedia musicale Orchidea bionda, nella quale recitò con Adele Jergens e con l'allora sconosciuta Marilyn Monroe. Il film, una produzione a basso budget della Columbia Pictures, è ricordato poiché Brooks fu l'attore che sugli schermi diede il primo bacio a Marilyn Monroe, destinata di lì a poco a diventare una star mondiale.
Durante gli anni cinquanta Brooks ebbe buone opportunità dalla televisione, interpretando il Caporale Randy Boone nella serie televisiva Le avventure di Rin Tin Tin, al fianco del piccolo Lee Aaker. Fece anche numerose apparizioni da guest star in popolari serie western del decennio come Wild Bill Hickok, Le avventure di Rex Rider, Il cavaliere solitario, Maverick. Apparve inoltre nella serie drammatica Rescue 8 e nel telefilm poliziesco Perry Mason.
Lasciato il mondo dello spettacolo, Brooks gestì per alcuni anni una compagnia privata di ambulanze a Glendale, in California, che vendette nel 1994 per ritirarsi nel suo ranch di Santa Ynez e dedicarsi all'allevamento di cavalli andalusi.
La sua prima moglie Lois, da cui ebbe due figli, era la figlia di Stan Laurel.

## Filmografia parziale

### Cinema
- Passione ardente (Dramatic School), regia di Robert B. Sinclair (1938)
- Il grande amore (The Old Maid), regia di Edmund Goulding (1939)
- Ragazzi attori (Babes in Arms), regia di Busby Berkeley (1939)
- Via col vento (Gone with the Wind), regia di Victor Fleming (1939)
- Lo stalliere e la granduchessa (Florian), regia di Edwin L. Marin (1940)
- Il figlio di Montecristo (The Son of Monte Cristo), regia di Rowland V. Lee (1940)
- Tutta una vita (Cheers for Miss Bishop), regia di Tay Garnett (1941)
- Fool's Gold, regia di George Archainbaud (1946)
- The Devil's Playground, regia di George Archainbaud (1946)
- Giovanna d'Arco (Joan of Arc), regia di Victor Fleming (1948)
- Orchidea bionda (Ladies of the Chorus), regia di Phil Karlson (1948)
- The Vanishing Westerner, regia di Philip Ford (1950)
- La gioia della vita (Riding High), regia di Frank Capra (1950)
- 5.000 dollari per El Gringo (Waco), regia di Lewis D. Collins (1951)
- Montana Incident, regia di Lewis D. Collins (1952)
- Pistole infallibili (Born to the Saddle), regia di William Beaudine (1953)
- La valle dei mohicani (Comanche Station), regia di Budd Boetticher (1960)
- La squadra infernale (Posse from Hell), regia di Herbert Coleman (1961)
- Requiem per un pistolero (Requiem for a Gunfighter), regia di Spencer Gordon Bennet (1965)

### Televisione
- Wild Bill Hickok (The Adventures of Wild Bill Hickok) – serie TV, 5 episodi (1951-1954)
- Corky, il ragazzo del circo (Circus Boy) – serie TV, episodio 1x13 (1956)
- Maverick – serie TV, 2 episodi (1957-1959)
- Rescue 8 – serie TV, episodi 1x01-1x03 (1958)
- Cimarron City – serie TV, episodio 1x22 (1959)
- Peter Gunn – serie TV, episodio 2x19 (1960)
- Men Into Space – serie TV, episodi 1x19-1x28 (1960)
- Hawaiian Eye – serie TV, episodio 1x27 (1960)
- Scacco matto (Checkmate) – serie TV, episodio 1x35 (1961)
- Io e i miei tre figli (My Three Sons) – serie TV, episodi 6x07-12x19 (1965-1972)
- Il virginiano (The Virginian) – serie TV, episodio 9x15 (1971)

## Doppiatori italiani
- Adolfo Geri in Via col vento
- Gianfranco Bellini in Passione ardente
- Renato Cortesi in Via col vento (ed. 1977)